# Cyclosorus gymnopteridifrons
Cyclosorus gymnopteridifrons là một loài thực vật có mạch trong họ Thelypteridaceae. Loài này được (Hayata) C.M. Kuo mô tả khoa học đầu tiên năm 2002.